# IC 4724
IC 4724 је спирална галаксија у сазвјежђу Паун која се налази на листи објеката дубоког неба у Индекс каталогу.
Деклинација објекта је - 70° 7' 32" а ректасцензија 18h 38m 40,3s. Привидна величина (магнитуда) објекта IC 4724 износи 14,3 а фотографска магнитуда 15,1. IC 4724 је још познат и под ознакама ESO 71-19, PGC 62183.